# ТБ-5
ТБ-5 — советский тяжёлый бомбардировщик.

## Разработка
За зиму 1929−1930 годов, в конструкторском бюро ЦКБ-39 Бутырской тюрьмы спроектировали и построили истребитель ВТ-11 («Внутренняя тюрьма»-11), будущий И-5. Весной 1930 года руководство ОГПУ решило столь же быстро создать бомбардировщик, по предложению директора завода ОГПУ № 39, якобы, на основе публикации о многомоторном высокоплане с двигателями под крылом знаменитой фирмы Farman (проект скорее похож на Fokker F.32, полетел в 1929 году в США).
Главный конструктор ЦКБ-39 Дмитрий Павлович Григорович арестован в сентябре 1928 года и приговорён коллегией ОГПУ без суда на 10 лет лагерей по статье 58-7 («Подрыв государственной промышленности, транспорта, торговли, денежного обращения или кредитной системы»). Знаменитый авиаконструктор, который создавал самолёты, воевавшие ещё до революции, возглавлял конструкторское бюро Бутырской тюрьмы из 20 заключённых инженеров. Кстати, на его место пригласили французского конструктора Поля Ришара и КБ снова стало школой для многих самых успешных деятелей авиации.
Задание утвердили без согласований, внутреннее обозначение — «Самолёт № 8» (ЦКБ № 8), а в ВВС — «Тяжёлый бомбардировщик-5» (ТБ-5). В то время в АГОС ЦАГИ создавался цельнометаллический ТБ-3 (АНТ-6), постройка которого затягивалась из-за нехватки алюминиевых сплавов и узлов, которые закупались во Франции, Швеции и Великобритании. Для подстраховки заказали самолёт из доступных материалов.
В ЦКБ-39 велись работы сразу над несколькими проектами нескольких арестованных ведущих конструкторов, но общими силами. Из Бутырской тюрьмы шарашку перевели в помещения завода № 39 на Ходынке. Самолёт создали за год — небывалое время для крупной и сложной машины, но к тому же одновременно к маю 1931 года Д. П. Григорович построил истребитель И-Z. Да ещё ТБ-5 построили очень быстро, за пять с половиной месяцев. В 1931 году за это, и за качественное и досрочное выполнение других работ завод № 39 наградили орденом Ленина. Директор завода — Пауфлер.
Двигатели для бомбардировщика разрабатывала другая «шарашка» — Остехбюро ОГПУ по авиационным двигателям, в котором заключили известных мотористов Б. С. Стечкина, Н. Р. Бриллинга, А. А. Бессонова и других. Им поручили создать 24-цилиндровый X-образный двухтактный дизель со смешанным клапанно-щелевым газораспределением и приводным центробежным нагнетателем, с мощностью 1100−1250 л.с. на высоте 3000 м. Название проекта Н-5 или ФЭД-8 (в честь Ф. Э. Дзержинского). Летом 1931 года на московском моторном заводе № 24 изготовлялись 12 ФЭД-8 и создан задел ещё на 10. Доводка на стенде продолжалась до 1934 года без успеха.
6 июля 1931 года И. В. Сталину показали модификации И-5, Р-5, ТШ-1 и новый пушечный истребитель И-Z, созданные заключёнными конструкторами под руководством Григоровича. В том же месяце Президиум ЦИК СССР амнистировал создателей самолётов И-5, И-Z, ТШ-1 и ТБ-5. Дмитрий Павлович Григорович продолжил работу в ЦКБ-39 как наёмный специалист. Его подчинённый — конструктор Поликарпов, арестован 24 октября 1929 года и приговорён к расстрелу, уже в тюрьме расстрел заменили на условный приговор, помилован тем же постановлением.
Выходило, что руководителям ОГПУ удалось найти новую организацию авиапромышленности, потому приказом Всесоюзного Авиационного Объединения № 265 27 августа 1931 года ЦКБ и ЦАГИ объединили в единую организацию — ЦКБ ЦАГИ. Пауфлера назначили главой ЦАГИ, а он назначил инженера А. Н. Туполева своим помощником по ЦКБ. Туполев резко возражал созданию ЦКБ ЦАГИ, полагая, что чрезмерное объединение не плодотворно. Потому уже в ноябре на его место назначили председателя самолётной секции НТК ВВС С. В. Ильюшина, а Туполева сделали руководителем только Сектора тяжёлых самолётов ЦКБ. Через шесть лет в 1937 А. Н. Туполева и его коллег арестуют для работы там же, но в заключении.
В сравнении с ТБ-3 у ТБ-5 меньшая стоимость и трудоёмкость производства, равная двухдвигательному ТБ-1 на том же заводе, сильное оборонительное вооружение, подвеска всех бомб в отсеке вооружения, меньшие размеры.
25 июля 1931 года Совет Труда и Обороны постановил построить шесть ТБ-5 (опытный и пять серийных). Начальник ВВС П. И. Баранов предложил ВСНХ СССР перенести постройку этих самолётов на 1932 год, до готовности двигателей ФЭД. Председатель СНК СССР В. М. Молотов предложение отклонил и обязал исполнить.
К осени 1931 года, чуть позже ТБ-5 и на его основе, создан морской дальний разведчик МДР-3 (ЦКБ, «Самолёт № 11»). Проект конструктора И. В. Четверикова. Летающая лодка с подобным крылом, оперением и рядом силовых узлов. Серийно не строился, но на основе МДР-3 конструктор Туполев разработал МДР-4 (АНТ-27).
Уже летом 1931 года только что пстроенный самолёт стали улучшать: усилили фюзеляж и крепление двигателей, добавили верхние люки в кабине лётчиков, остекление около задней кромки центроплана, сняли кольца Тауненда с задних двигателей. Зимой самолёт летал на лыжах. В аэродинамической трубе ЦАГИ С. А. Кочеригиным отрабатывалась установка двигателей ФЭД в передней кромке крыла. ОГПУ привлекло к доработке проекта и других известных позднее конструкторов: Б. И. Черановского, В. П. Яценко и А. Н. Рафаэлянца. Но завод № 39 не смог продолжить производство заказанной серии из-за занятости.

## Испытания
30 июня лётчик Б. Л. Бухгольц совершил первый полёт над Ходынским аэродромом. Его отзыв: «Устойчивость в воздухе хорошая. Лёгкость управления самолётом невиданная. Очень малы нагрузки на рули».
До 20 июля 4 полёта. При взлётной массе 11200 кг, 1850 кг топлива, дальность — 1100 км, продолжительность — 6,7 ч, крейсерская скорость 162 км/ч на высоте 3000 м. При взлётной массе 12600 кг, 2410 кг топлива (полный запас), 500 кг бомб, дальность — 2100 км. Максимальная скорость 180 км/ч у земли, практический потолок 3500 м, разбег 400−420 м.
Лётные данные ТБ-5 оценили как невысокие в сравнении с ТБ-3, который летал уже полгода и достиг скорости 226 км/ч. Причиной полагали временные, до появления двигателя ФЭД, винты — двухлопастные, притом задние винты уменьшены, чтобы помещаться под крылом.
В мае 1932 года произошла авария: на высоте 800 м левый задний двигатель загорелся, потом сорвался с креплений и повис, зацепившись за стойку шасси. Командир экипажа М. М. Громов приказал перекрыть питание двигателей и спланировал со скольжением в сторону пожара, сбивая пламя. Это удалось и он успешно сел на аэродроме авиазавода № 22 в Филях. Во время пожара инженер-испытатель А. В. Чесалов благополучно выпрыгнул с парашютом, остальной экипаж остался на борту. После этой аварии до декабря 1932 года самолёт оставался в Филях. Ремонт не проводился, с самолёта сняли часть оборудования и двигатели. Вероятно, так обернулась небывалая спешка проектирования, постройки и доработок самолёта.

## Итог
Григорович быстро переключился на истребители И-Z и ИП-1, так как руководство решило, что только в ЦКБ ЦАГИ проектируют тяжёлые бомбардировщики. ЦАГИ в то время сосредоточились на АНТ-14 и бомбардировщике на его основе — ТБ-X. Проект ТБ-Х оказался ещё дороже ТБ-3, поэтому в конце 1932 года пытались продолжить доработку ТБ-5.
После аварии в мае 1932 года для оценки проекта ТБ-5 создали комиссию ЦАГИ во главе с В. Н. Чернышёвым, работавшую до 1 декабря 1932 года. Самолёт критиковали: конструкция перетяжелена, схема размещения двигателей неудачна (на бомбардировщике Farman F.220 подобную установку применили успешно), наблюдались вибрации. Так как с самолёта сняли моторы, оборудование, приборы, вооружение, потому на восстановление требовалось 75—100 тыс. руб. Комиссия предложила разместить двигатели в крыле (видимо, те же Jupiter). Скорость должна вырасти до 190—200 км/ч, потолок до 4000 м, но смета увеличивалась до 200 тыс. руб. ТБ-5 вернули на завод № 39. Но позднее на совещании в Управлении ВВС решили, что ТБ-5 и после доработок не будет удовлетворять требованиям.
В феврале 1933 года П. И. Баранов распорядился: «Самолёт разобрать. Дальнейшие работы по этому самолёту прекратить. ЦАГИ проработать вопрос создания тяжёлого бомбардировщика из хромомолибденовых труб и полотняной обшивки в качестве дублёра к ТБ-Х или классом ниже». Самолёт передали в Отдел прочности авиационных конструкций ЦАГИ. В конце 1933 года ВВС выдали новые требования на бомбардировщик, по которым разрабатывали ДБ-А.
Видимо, проекты бомбардировщиков первой половины 30-х очень быстро устаревали, а возможности вместимого и долговечного транспортного Г-2 (из ТБ-3) оказались привлекательнее. А ещё Григорович увлёкся преподаванием в строящемся с большим энтузиазмом вузе — МАИ, где он основал студенческое ОКБ-1 с большими задатками. И там Сталь-МАИ профессора Григоровича соперничала с конструкцией Туполева и ЦАГИ «Рекорд Дальности».

## Конструкция
Высокоплан смешанной конструкции.

### Фюзеляж
Для перевозки объёмный фюзеляж разделялся на три части, крепившихся болтами: носовая — с крылом, промежуточная — до оперения и хвостовая. По фюзеляжу можно передвигаться от носа до хвоста.

#### Носовая часть
Сварная из стальных мягких труб. За носовой пулемётной башней на шарнирах, сверху кабины штурмана турель, из кабины штурмана остекление с обзором вниз, дальше закрытая кабина лётчиков. Самолёт оборудовали туалетом и четырьмя гамаками для отдыха. В бомбовом отсеке (между подкосами крыла) по бортам держатели ДЕР-18 для внутренней подвески до 2500 кг бомб. Бомбовый отсек с дюралюминиевой обшивкой.

#### Промежуточная часть
Клёпаная из дюралюминовых труб со стальными стыковыми узлами. В ней за крылом вторая турель. Внутри фермы поперечные ленты-расчалки. Ферма очень лёгкая при таких размерах.

#### Хвостовое оперение
Разнесённое двухкилевое вертикальное оперение. Между килями, перед рулями высоты, дополнительная поверхность с изменяемым в полёте углом установки («стабилирон») для уменьшения усилий на руле при изменении центровки.
Концевая часть фюзеляжа со сварным каркасом из стальных труб. Оперение образовывало расчалочную бипланную коробку с дюралюминовым каркасом. Рули высоты с аэродинамической осевой компенсацией, направления — с роговой. В кормовой кабине турель.

### Крыло
Профиль крыла — ЦАГИ P-II 18 % в центроплане и 12 % на концах. Элероны — щелевые. Конструкция трёхлонжеронная с подкосами к крайним лонжеронам на 15 % и 65 % хорды. Роль подкосов выполняла и жёсткая конструкция крепления двигателей.
Лонжероны клёпаные из специальных дуралюминовых профилей и труб. Нервюры частые, форменные из швеллеров с отбортованными внутрь кромками. Полотняная обшивка.

### Силовая установка
Проектом предполагалась установка двух моторов ФЭД-8 в передней кромке крыла или на пилонах под ним.
Так как ФЭДы не довели на стенде и в 1934 году, на опытном самолёте под крылом на пилонах установили друг за другом по два двигателя Bristol Jupiter VI мощностью 480 л.с., закупленных во Франции. Задние двигатели с кольцом Тауненда. Кольца в ходе доработок сняли, по-видимому, для улучшения охлаждения.
Воздушные винты двухлопастные фиксированного шага деревянные. Задние винту имели меньший диаметр, чтобы не задевать крыло.

### Оборонительное вооружение
Носовая стрелковая башня конструкции А. В. Надашкевича в форме цилиндра с наружными обручами и щелью сверху донизу, вращалась электроприводом на 220° для обстрела вперёд, вертикальное наведение вручную. Вооружение башни — два пулемёта ПВ-1 с питанием лентами.
Три турельные установки ТУР-5 со спарками пулемётов ДА: в носу над местом штурмана, перед кабиной лётчиков, вторая — за крылом и третья — в самом хвосте фюзеляжа.

## Лётно-технические характеристики
Данные опытного самолёта, полученные летом 1931 года.
Технические характеристики
- Экипаж: 7 человек
- Длина: 22,1 м
- Размах крыла: 31 м
- Высота: 5,02 м
- Профиль крыла: ЦАГИ P-II
- Масса пустого: 7483 кг
- Нормальная взлётная масса: 12600 кг
- Масса топлива во внутренних баках: 2410 кг
- Силовая установка: 4 × звёздообразные, однорядные, воздушного охлаждения Гном-Рон Юпитер 9Aq, производства Гном-Рон
- Мощность двигателей: 4 × 480 л.с.
- Воздушный винт: фиксированного шага, двухлопастные, деревянные

Лётные характеристики
- Максимальная скорость: 200 км/ч
- Крейсерская скорость: 182 км/ч
- Практическая дальность: 2100 км с 500 кг бомб
  - продолжительность 6,7 ч
- Практический потолок: 3500 м
- Длина разбега: 420 м

Вооружение
- Стрелково-пушечное:  
  - три турели ТУР-5 со спаренными пулемётами ДА
  - один спаренный ПВ-1 в носовой башенной установке с электроприводом
- Бомбы: до 2500 кг в бомбовом отсеке

## Самолёты сравнимой роли, конфигурации и эпохи
- Farman F.120 Jabiru[англ.], 1923 год
- Fokker F.32[англ.], 1929 год
- Туполев ТБ-3 (АНТ-6), 1930 год
- Farman F.220, 1932 год